# Bestäubungsleistung

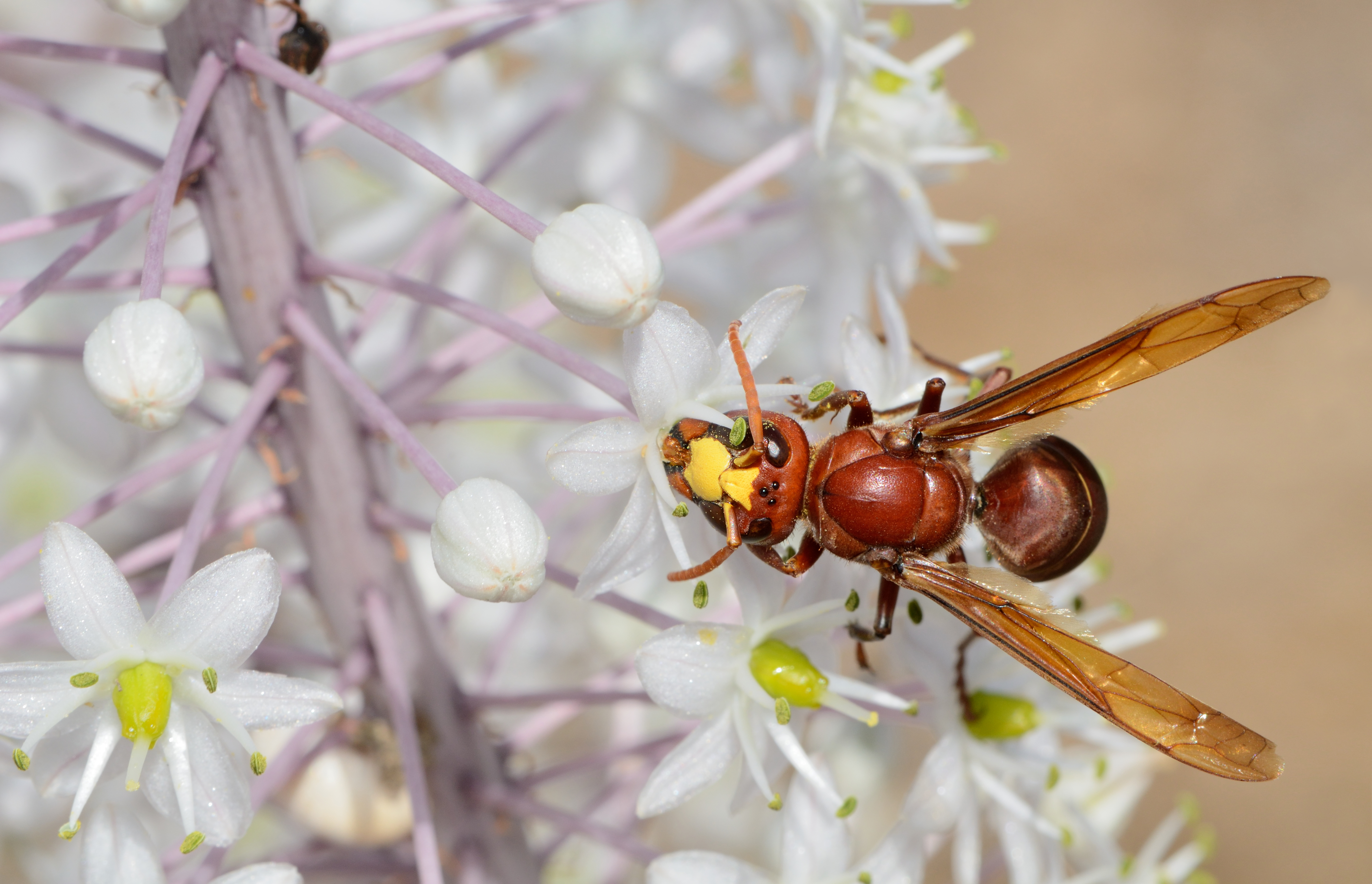
Eine Orientalische Hornisse bei der Bestäubung einer Weißen Meerzwiebel

Bestäubungsleistung gibt in der Landwirtschaft an, welchen Anteil biotische und abiotische Umweltfaktoren (Insekten, Sonne, Wind und Wasser) an der Blütenbestäubung bzw. Befruchtung haben. Durch den Anbau von Kulturpflanzen sind Menschen auf bestäubende Insekten angewiesen, da 91 der 107 weltweit am häufigsten angebauten Kulturpflanzen auf Bestäubung angewiesen sind.

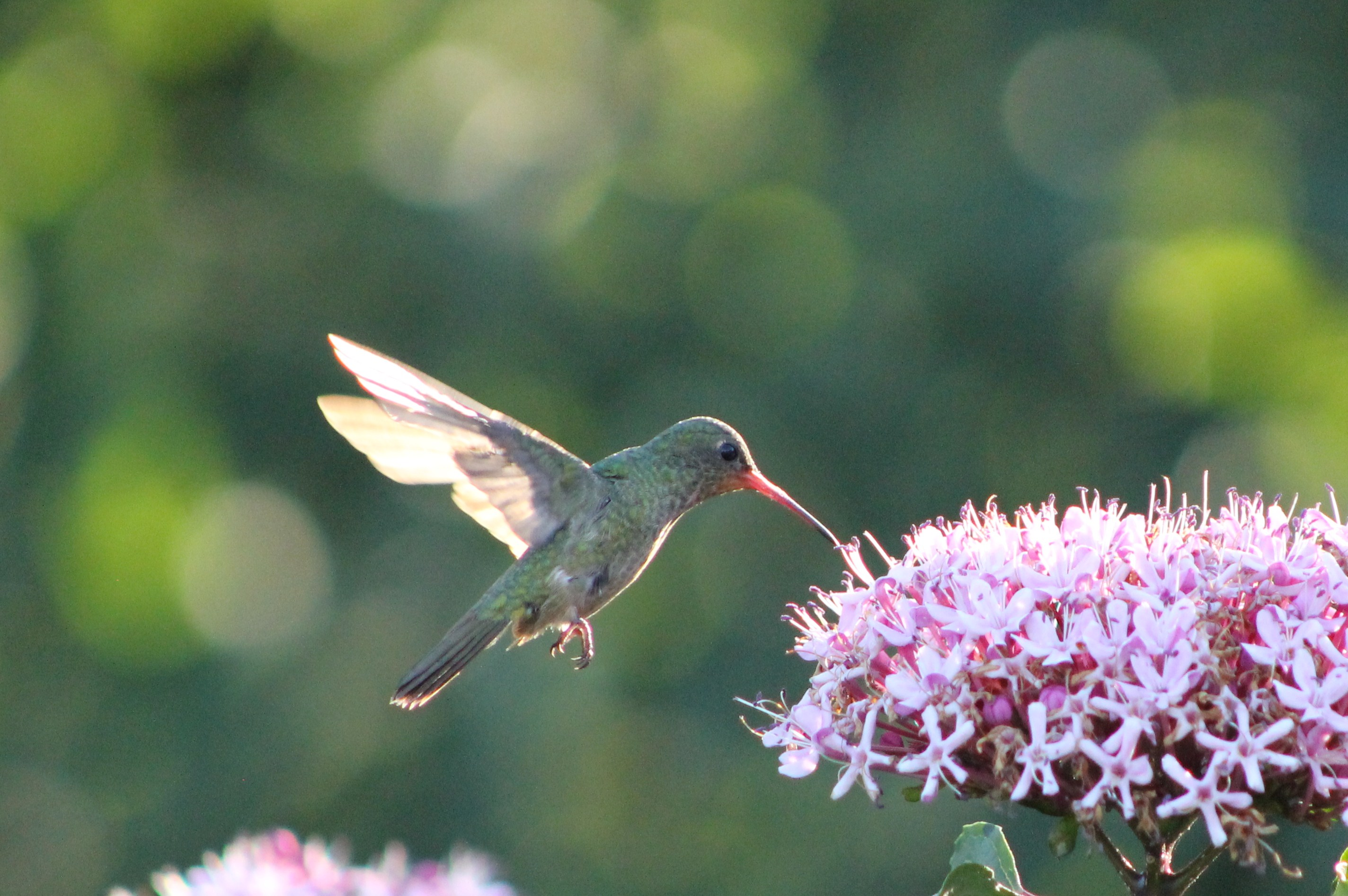
Mit ihren speziell geformten Schnäbeln bestäuben Kolibris Blüten, die für Insekten nicht zugänglich sind. Für die Landwirtschaft spielen diese Pflanzen jedoch eine untergeordnete Rolle.

In der öffentlichen Wahrnehmung ist insbesondere die Bestäubungsleistung durch Honig- und Wildbienen präsent, während Fluginsekten wie Wespen, Käfer oder Fliegen eher nicht als klassische Bestäuber betrachtet werden.

## Bestäubung durch Insekten

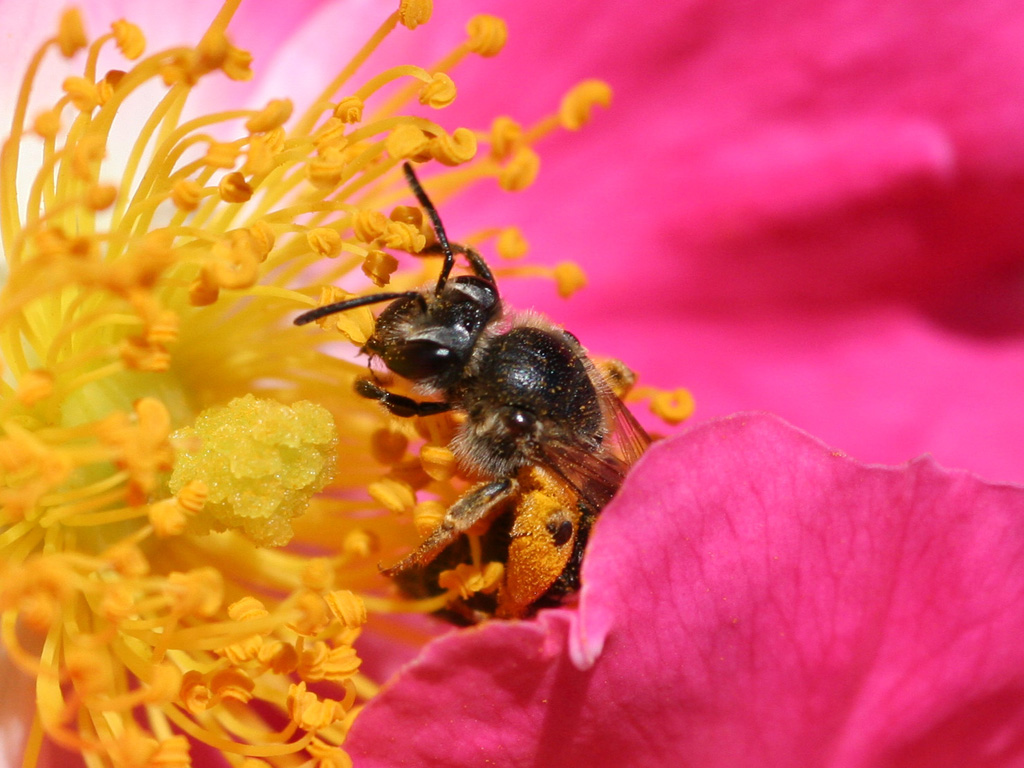
Bienen bei der Bestäubung einer Rose

Der Begriff Bestäubung wird meistens mit Imkerei und Insekten in Verbindung gebracht. Im kommerziellen Landbau führt eine hohe Bestäubungsleistung der entweder natürlich vorhandenen oder der künstlich z. B. durch Imker eingebrachten Bestäuber zu höheren Erträgen, sofern die Bestäubung für den Ertrag relevant ist und die Bestäuber das vorhandene Angebot an Blüten nutzen können. Einige Bestäuber sind auf bestimmte Arten und Formen von Blüten spezialisiert.
Zu berücksichtigen sind auch das Flugverhalten in Abhängigkeit von Wetter und weiteren Umwelteinflüssen. Die Bestäubungsleistung an sich gibt keine Auskunft darüber, wie viel Honigertrag z. B. nektarsammelnde Insekten erwirtschaften. Sie gibt im Zusammenhang mit bestäubenden Insekten vielmehr Auskunft darüber, wie viele Blüten durch ein Insekt oder eine Gruppe von Insekten (z. B. ein Bienenvolk) in einem bestimmten Zeitraum angeflogen und dabei bestäubt werden. Eine Biene, die den Bienenstock selten oder nie verlässt hat natürlich keine Bestäubungsleistung, die Biene dieses Volkes an sich erbringt aber in der Gruppe eine Bestäubungsleistung, mit deren Hilfe sich die verschiedenen Arten vergleichen lassen.

### Hautflügler
Bei einer Untersuchung an unterschiedlichen Kulturpflanzen wurde 2015 nachgewiesen, dass etwa die Hälfte aller Blütenbesuche nachweislich nicht durch Bienen erbracht werden, sondern durch andere Insekten. Bei der Bestäubung von Möhren, Kirschen und Ochsenherztomate sind Bienen sogar deutlich seltener für die Bestäubung verantwortlich als andere Arten – dasselbe gilt für einige Exoten wie die Mango.
Einige weiter Beispiele für Pflanzen, die durch Hautflügler bestäubt werden sind, neben zahlreichen Blumen; Garten-Salbei, Muskateller-Salbei, Ackerbohne, Ysop.

#### Honigbienen

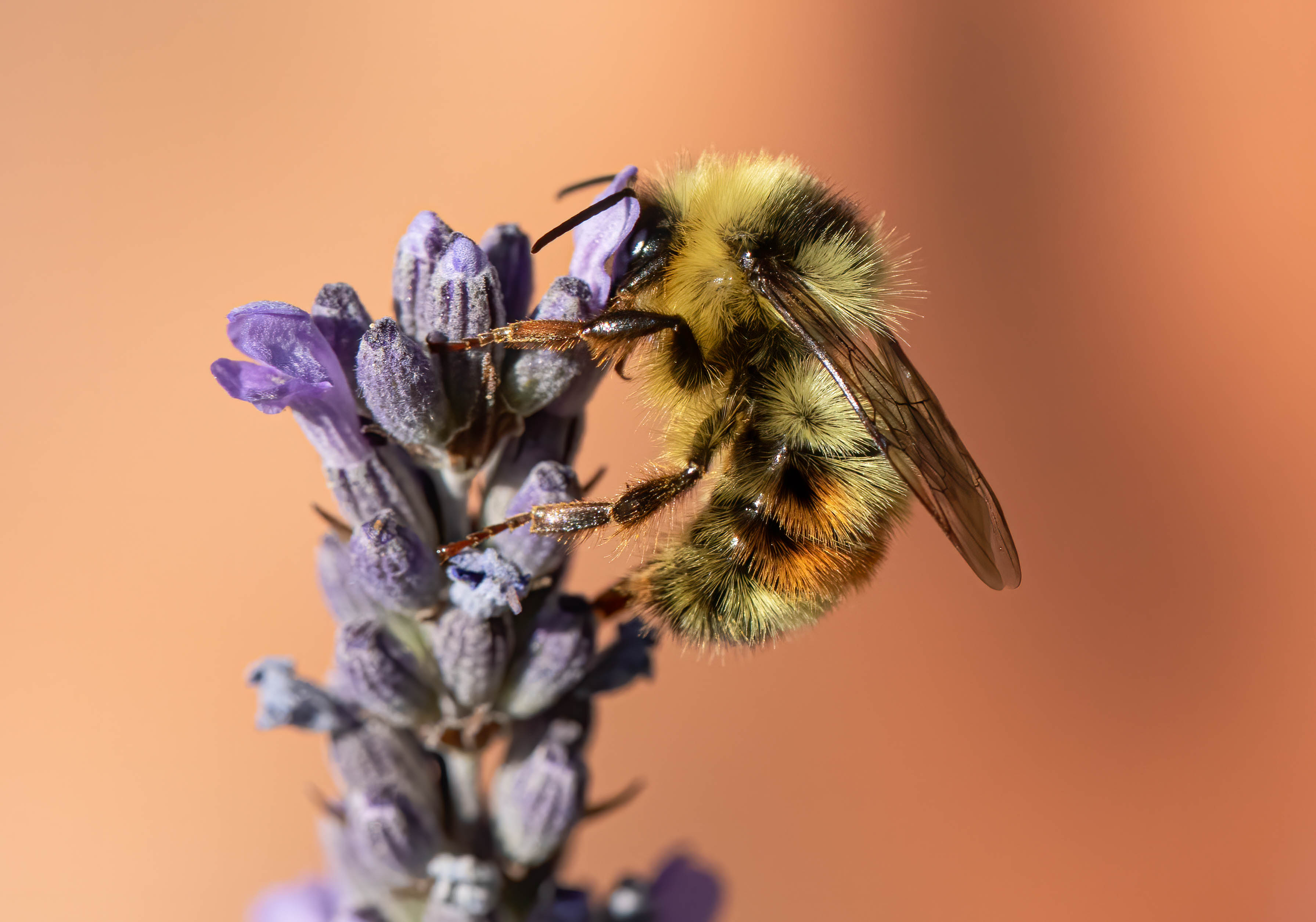
Honigbiene auf einer Lavendelblüte

Forschungen aus dem Jahr 2013 belegen, dass die Honigbiene auch in der Landwirtschaft nur eine ergänzende Rolle in der Bestäubung einnimmt. Bedeutsam für den Naturhaushalt und eine intakte Biodiversität ist ein Zusammenspiel zwischen natürlichen Bestäubern wie Wildbienen und Schwebfliegen mit Honigbienen.
An einem Tag fliegt eine Honigbiene bis zu 30 Mal aus und besucht 200 – 300 Blüten pro Flug. Bei einem Blütenbesuch sammeln sie entweder Pollen oder Nektar. Das führt dazu, dass beispielsweise bei Raps nur ca. 35 % der Besuche der Honigbiene zur erfolgreichen Bestäubung führen.

#### Wildbienen
Wildbienen bestäuben besser als Honigbienen, da sie beispielsweise auch bei schlechten Witterungsverhältnissen fliegen oder sich nicht so weit von ihren Nestern entfernen. Eine Wildbiene kann pro Tag bis zu 5000 Blüten bestäuben. Bei einem Blütenbesuch sammeln sie gleichzeitig Pollen und Nektar. Das führt dazu, dass beispielsweise Raps bei ca. 70 Prozent der Blütenbesuche bestäubt wird.
In Deutschland gelten über 50 Prozent der 560 nachgewiesenen Wildbienenarten als bestandsgefährdet, während lediglich 37 Prozent der Arten als ungefährdet eingestuft werden.

#### Hummeln
Aufgrund des Körpergewichtes einer Hummel muss diese besonders energiesparend fliegen und fliegt deshalb Blüten in relativ kurzen Abständen an. Hummeln fliegen Blüten im gleichen Zeitraum 3- bis 5-mal häufiger an als Honigbienen. In der modernen Landwirtschaft werden zudem gezüchtete Hummeln eingesetzt. Es handelt sich um ein weltweit florierendes Geschäft mit Ursprung in Belgien.

#### Wespen und Hornissen
Von vielen Menschen als Plage wahrgenommen, ernähren sich adulte Wespen überwiegend vegetarisch von den Zuckersäften der Pflanzen und ihrer Blüten. Im Ökosystem erfüllen sie eine wichtige Rolle als Bestäuber, da sie andere Blütentypen bestäuben können als Bienen.
Neben den Wespen, werden auch die Hornissen von der Mehrzahl der Menschen nach wie vor eher als gefährlich oder zumindest unerwünscht wahrgenommen. Gemäß der Bundesartenschutzverordnung stehen sie jedoch in Deutschland unter Schutz. Einerseits fungieren sie als biologische Schädlingsbekämpfer und tragen andererseits durch ihre Leistungen als Bestäuber zum Erhalt der Pflanzenvielfalt bei.

#### Ameisen
Studien ergaben, dass Ameisen weltweit für die Bestäubung von 46 Pflanzenarten sorgen. Dabei machen sie den Bienen keine Konkurrenz, da sie auch geruchsneutrale und/oder röhrenförmige Blüten erreichen, die für Honigbienen nicht breit genug sind. In der Forschung werden Ameisen daher neuerdings zunehmend für ihre Leistungen als Bestäuber berücksichtigt.

### Käfer
Erdgeschichtlich betrachtet, gelten Käfer als die erste Bestäuber überhaupt. Da der Nektar vieler Pflanzen für ihre kurzen Mundwerkzeuge zu tief im Innern der Blüte verborgen liegt, fressen sie vor allem Pollen. Daher bestäuben sie vor allem gut zugängliche, pollenreichen Blüten zu finden wie die von Rosengewächsen (zu denen auch Kernobstgewächse zählen) oder Doldenblütlern.

### Schmetterlinge

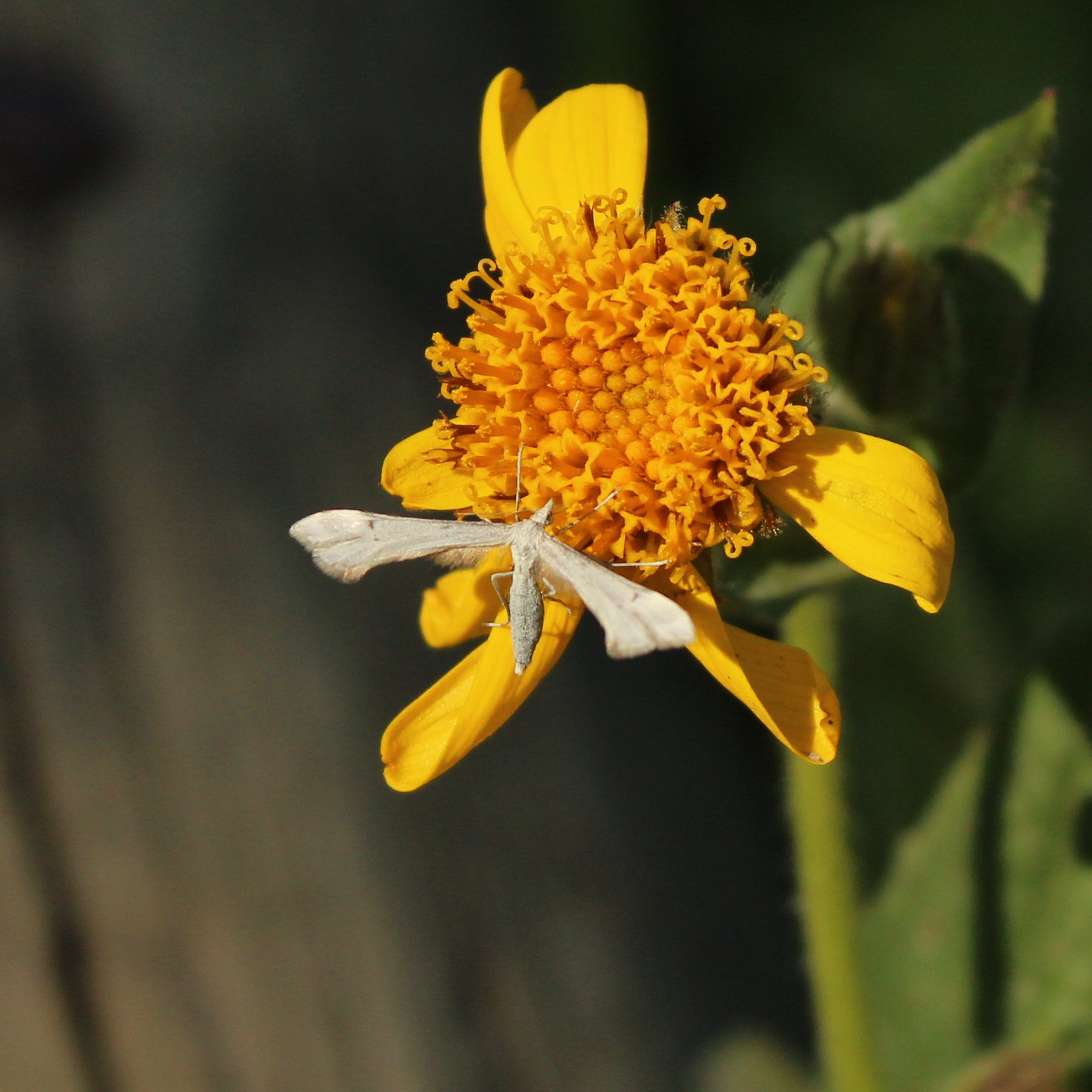
Eine Federmotte der Gattung Gillmeria bei der Bestäubung einer Arnika im Banff-Nationalpark

Auch Schmetterlinge, einschließlich der Kleinschmetterlinge („Motten“), sowie der Nachtfalter erreichen mit ihren Saugrüsseln die Blüten von Pflanzenarten, die für Hautflügler und Käfer unerreichbar sind und ermöglichen deren Bestäubung.
Zu den in erster Linie durch Schmetterlinge bestäubten Pflanzen zählen unter anderem: Ackerwitwenblume, Wiesenflockenblume, Rotklee, diverse Nelken, Frühlings-Platterbse, Gewöhnlicher Hornklee, Karde und Ginster.

### Fliegen
Fliegen sind unter anderem auf die Bestäubung von Doldenblütlern spezialisiert, zu denen unter anderem Fenchel, Dill und Kümmel zählen.

### Wanzen
Wanzen helfen unter anderem bei der Bestäubung von Himbeeren und Brombeeren.

## Weitere Tierarten
Auch Säugetiere, wie Fledermäuse und Flughunde, sowie Vogelarten, wie z. B. Kolibris betätigen sich als Bestäuber, wobei sie jedoch überwiegend Wildpflanzen bestäuben.

## Bestäubung durch den Menschen

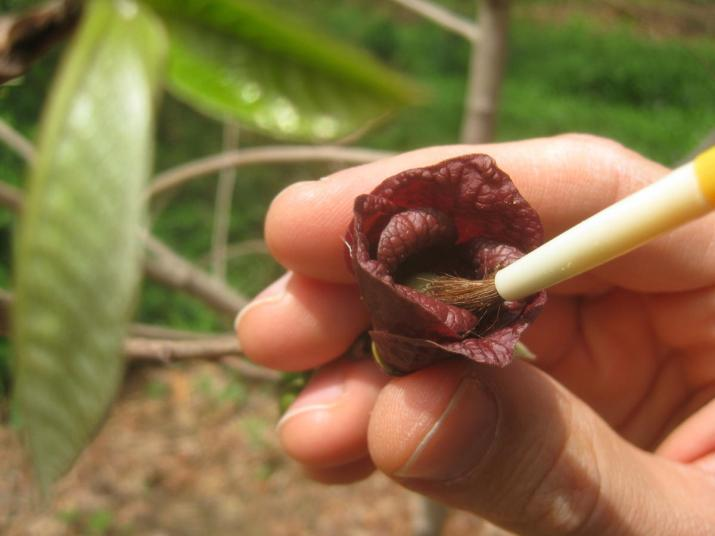
Bestäubung einer Papau (Asimina) mit Hilfe eines Pinsels

Menschen fungieren insbesondere dort, wo Bienen durch Pestizide stark dezimiert oder ausgerottet wurden, als Behelfs-Bestäuber. In China werden müssen zahlreiche Obstplantagen, z. B. in der Region Sichuan, durch Menschen bestäubt werden, die diese Arbeit mit Pinseln ausführen. Die Handbestäubung ist mit hohen, wirtschaftlichem Aufwand verbunden:um die Tagesleistung eines Bienenvolkes zu ersetzen, sind umgerechnet über 1500 Arbeitskräfte notwendig.

## Bestäubung durch Wind
Alle fremdbestäubenden Getreidearten sind Windbestäuber, deren Bestäubung am besten bei trockenem Wetter mit ausreichendem Wind gelingt.
Im Notfall kann mit Windmaschinen, Hubschraubern oder Drohnen unterstützend nachgeholfen werden.

## Rundfunkberichte
- Joachim Budde: Insektenrückgang – Maikäfer flog: Vom Verschwinden der Insekten, Deutschlandfunk – Wissenschaft im Brennpunkt vom 5. August 2018